# North Logan
North Logan è un comune degli Stati Uniti d'America, nella contea di Cache nello Stato dello Utah.